# Villanueva de San Juan
Villanueva de San Juan è un comune spagnolo di 1 455 abitanti situato nella comunità autonoma dell'Andalusia.

## Geografia fisica
Villanueva de San Juan è situata nella parte meridionale della provincia di Siviglia. Il principale fiume è il Corbones, che scorre nella parte orientale del comune e quivi entra nel lago di La Puebla di Cazalla.